# Dieptecasus
Dieptecasus (een casus is in dit verband hetzelfde als een naamval) is een door Charles J. Fillmore bedachte term. Een dieptecasus is geen gewone naamval zoals de nominatief, instrumentalis of accusatief, maar een scherper afgebakende grammaticale functie die soms (in synthetische talen) door een van deze naamvallen wordt uitgedrukt. Een voorbeeld is de dieptecasus agens in bedrijvende zinnen met de algemenere functie van onderwerp. In de twee zinnen
- De kok bakt de taart.
- De ober brengt de taart

is de taart steeds het lijdend voorwerp, maar het heeft verschillende dieptecasussen: in de eerste zin is het de factitief ofwel het resultaat van de beschreven handeling, in de tweede zin is het een "gewoon" lijdend voorwerp ofwel  objectief. Enkele andere voorbeelden van dieptecasussen zijn de agentief, de datief en de locatief.
Dieptecasussen worden met name veel gebruikt in de casusgrammatica en in de thèta-theorie (bijvoorbeeld voor het bepalen van thèta-rollen).